# Zygostates
Zygostates – rodzaj roślin z rodziny storczykowatych (Orchidaceae). Niewielkie, do około 10 centymetrów, sympodialne rośliny. Pseudobulwy zaokrąglone, jeden lub dwa wyprostowane i sztywne listki. 1-5 kwiatostanów równych wielkością liściom, bądź większe. Na jednym kwiatostanie 1-15 kwiatków, przylistki krótsze niż szypułki. Kwiaty często asymetryczne, częściowo zielone, białe, kremowe, żółte lub żółto-zielone z zielonymi lub pomarańczowymi kropkami na warżce. Zalążnia zaokrąglona.
Rośliny z tego gatunku występują epifitycznie w ciepłym i wilgotnym klimacie na wysokościach od poziomu morza do około 1000 m. Do tego rodzaju zaliczanych jest ponad 20 gatunków występujących na od Kolumbii, Ekwadoru, Wenezueli i Gujany po południową Brazylię, Argentynę i Paragwaj. Bardzo dużo gatunków spotkamy w południowej Brazylii.

## Systematyka
Rodzaj sklasyfikowany do podplemienia Oncidiinae w plemieniu Cymbidieae, podrodzina epidendronowe (Epidendroideae), rodzina storczykowate (Orchidaceae), rząd szparagowce (Asparagales) w obrębie roślin jednoliściennych.
Wykaz gatunków
- Zygostates aderaldoana Toscano, L.P.Félix & Dornelas
- Zygostates alleniana Kraenzl.
- Zygostates apiculata (Lindl.) Toscano
- Zygostates bradei (Schltr.) Garay
- Zygostates chaparensis Toscano & R.Vásquez
- Zygostates cornigera (Cogn.) Toscano
- Zygostates cornuta Lindl.
- Zygostates dasyrhiza (Kraenzl.) Schltr.
- Zygostates densiflora (Senghas) Baptista
- Zygostates grandiflora (Lindl.) Mansf.
- Zygostates kuhlmannii Brade
- Zygostates ligulata Toscano & Werkh.
- Zygostates linearisepala (Senghas) Toscano
- Zygostates lunata Lindl.
- Zygostates morenoi Toscano
- Zygostates multiflora (Rolfe) Schltr.
- Zygostates nectarifera (Senghas) Toscano
- Zygostates obliqua (Schnee) Toscano
- Zygostates octavioreisii Porto & Brade
- Zygostates ovatipetala (Brade) Toscano
- Zygostates papillosa Cogn.
- Zygostates pellucida Rchb.f.
- Zygostates pustulata (Kraenzl.) Schltr.
- Zygostates riefenstahliae R.Vásquez & I.G.Vargas